# Платформа (геология)
Платформа в геологията е един от главните типове структурни елементи на земната кора (литосферата). Те са крупни (до няколко хиляди km дължина), относително устойчиви блокове на земната кора, с голяма мощност, характеризиращи се с много ниска степен на сеизмичност, специфична вулканична дейност и слабо разчленен релеф на земната повърхност.

## Историческа справка
Понятието за платформите възниква на границата между 19-ти и 20-ти век, на базата на изследванията на видните геолози Александър Карпински (1847 – 1936), Едуард Зюс и Емил Ог (1861 – 1927), а самият термин се появява във френския превод на труда на Едуард Зюс „Обликът на Земята“. Той е визирал изследванията проведени от Зюс на Руската плоча (Russische Tafel) и е преведен като Plateforme Russe. В съвременният му смисъл терминът платформа за първи път е въведен през 1932 г. от руския геолог Андрей Архангелски (1879 – 1940).

## Строеж, образуване, видове континентални платформи
Платформата е образувание на земната кора от континентален тип с добре развит „гранитен“ слой (мощност 35 – 45 km), има ъгловато-изометрични очертания и е ограничена с т.нар. крайни (периферни) шевове, съставени от смесени геосинклинални пояси или океански падини. Платформите възникват на мястото на по-рано съществуващи геосинклинални системи по пътя на последователното им развитие и превръщането на участъци от земната кора с висока подвижност в кора с тектонска стабилност. Най-характерната черта в строежа на платформите е наличието на два вида гранитизирани скали, представляващи доплатформения (геосинклинален) стадий от развитието на земната кора. Горният, много по-млад структурен етаж (слой), т.нар. платформен чехъл, се състои от неметаморфозирани седиментни скали, залягащи предимно хоризонтално върху стар фундамент, с размита и несъгласувана долна граница. Преходът на отделните части на литосферата от геосинклинален стадий в платформен става по различно време в геоложката история на Земята. Времето на образуването на нагънатия фундамент на платформата определя нейната геоложка възраст. Различават се два вида платформи древни и млади. Древните платформи са възникнали през докамбрия, предимно в началото на късния протерозой. Към тях се отнасят: Източноевропейската (Руската), Сибирската, Североамериканската, Китайско-Корейската, Южнокитайската, Индостанската (Индийската), Африканската, Австралийската и Антарктическата. Тези платформи съставляват ядрата на съвременните континенти. Младите платформи имат нагъната основа с палеозойска и частично къснодокамбрийска възраст. В техните предели геосинклиналния стадий на развитие продължава до началото, средата или края на палеозойската или даже началото на мезозойската ера и само по това време започва формирането на платформения чехъл. В зависимост от възрастта на завършване на деформациите на фундамента при младите платформи се различават епибайкалски (много често те се отнасят към древните платформи), епикаледонски и епихерцински.
За древните платформи е много характерен кристалинния фундамент, в състава на който преобладават гранити, гнайси, кристалинни шисти, а във фундамента на младите платформи залягат умерено дислоцирани и слабо метаморфозирани седиментни и вулканогенни скали с подчинено значение и даже отсъствие гранитни интрузии. Такъв фундамент се нарича нагъната платформена основа. Към младите платформи се отнасят равнинните територии на Западен Сибир, Севеерн Казахстан, Туранската низина, Предкавказието, Западна Европа и др. Най-големите структурни елементи на платформите са щитовете и плочите. В пределите на щитовете вследствие на продължителните издигания и на почти пълното отсъствие на седиментен чехъл на повърхността излиза платформения фундамент. Плочите, обратно, имат мощен (3 – 5 km) седиментен чехъл и типичен за платформите двуетажен строеж. Следващите по значение платформени структури след щитовете и плочите са антиклизите и синеклизите, представляващи издутини и вдлъбнатини във фундамента и седиментния чехъл с много полегати склонове. Особено място заемат грабеновидните падини, или авлакогени. Много по-малки платформени структури са дългите (до 200 – 300 km) валове, състоящи се от вериги от локални издигания (плакантиклинали) и развиващи се обичайно над разломите на фундамента.
Платформите, щитовете и фундаментите заедно образуват кратони. Слоевете на платформата могат да се класифицират в следните групи: протоплатформа от метаморфни седименти най-отдолу, квазиплатформа от леко деформирани седименти, катаплатформа и ортоплатформа най-отгоре. Мезопротерозойските седименти в Балтийския район са примери за квазиплатформа. След-ордовикските скали на Южноамериканската платформа са примери за ортоплатформа.

## Развитие на континенталните платформи
Развитието на континенталните платформи се определя от собствените движения на фундамента, предизвикващи общо издигане (издуване) на платформите, усложнено от разломи с образуване на авлакогени, а също и движения, предизвикани от съседните, активно развиващи се геосинклинални пояси. Под влияние на последните перифериите на платформите периодически са подложени на потъване и натрупване първоначално на континентални кластични наслаги, след това на въгленосни или соленоносни лагунни и плитководни морски пясъчно-глинести и карбонатни наслаги и накрая отново на лагунни и континентални кластични формации. Периодичната активизация на тектонските движения, свързана предимно с епохите на орогенеза в геосинклиналните пояси, довежда до частичното им преобразуване (предимно по техните периферии) и възникването на вторичен планински релеф с големи колебания във височините. С епохите на активизация са свързани също активизацията на магмените процеси в платформите, изразяващи се в образуването на специфични магмени формации – трапи (платобазалти, дайки и долерити), алкално-базалтови, алкално-ултраосновни (интрузии) и кимберлитови. Като цяло развитието на платформите продължава стотици милиони години, като се различават отделни стадии: образуване или кратонизация, с общо издигане; авлакогенен стадий, свързан с образуването на грабенообразни падини; периферни райони на потъване, с образуване на седиментен чехъл и формиране на синеклизи и плочи; общо издигане с частично разрушаване на чехъла.

## Океански платформи
От 1960-те години във връзка с широко развърналото се изследване на океанското дъно голямо развитие получават представите за глобалната тектоника на Земята. В пределите на океаните са обособени океански платформи, аналогични на континенталните, макар те коренно да се отличават от тях. По този начин е положено началото на понятията за континентални и океански платформи, като последните получават названието таласократони.